# Kelly Carlson
Kelly Carlson (Minneapolis, Minnesota, Estados Unidos, 1976) es una actriz estadounidense.

## Carrera
Estudió en la Academy of Holy Angels en Richfield, Minnesota. Además de ser actriz, Kelly es modelo. Ha participado en campañas de Rembrandt y Oliver Peoples, entre otras, y en 2004 fue portada de revistas como Maxim y Stuff.
Carlson comenzó su carrera en teatro, participando en producciones como Vanities, Cheaters, Girls Guide to Chaos, Charlotte's Web y Can't Trust the Mate.
Su primera participación en la pantalla grande llegó en el año 2001 con 3000 Miles to Graceland, protagonizada por Kurt Russell y Kevin Costner, y posteriormente se la vio en filmes como Paparazzi, con Dennis Farina y Daniel Baldwin, Made of Honor, con Patrick Dempsey y Michelle Monaghan, la película para vídeo Starship Troopers 2: Hero of the Federation, y The Marine (2006), donde compartió protagonismo con John Cena.
En televisión ha aparecido en series como Head Cases, Everwood, CSI: Crime Scene Investigation, Monk Castle y CSI: Miami. Su papel más importante hasta el momento sin duda hasta ha sido el de Kimber Henry en la serie de FX, Nip/Tuck, donde comenzó a trabajar en 2003 como artista invitada durante la primera y segunda temporada, para convertirse en habitual a partir de la tercera. 
Kelly reside en Los Ángeles, y se encuentra en una relación con Tie Domi. Además, es vocera de Smile Network, una organización humanitaria de Minnesota dedicada a proporcionar cirugías reconstructivas y cuidados de salud a jóvenes del país.

## Filmografía

### Películas
| Año  | Título                  | Rol                                  | Notas        |
| ---- | ----------------------- | ------------------------------------ | ------------ |
| 2001 | 3000 Miles to Graceland | Miembro de la banda de motociclistas |              |
| 2004 | Paparazzi               | Kristin                              |              |
| 2006 | The Marine              | Kate Triton                          |              |
| 2007 | Shadowbox               | Sandy                                | Cortometraje |
| 2008 | Made of Honor           | Christie Bailey                      |              |
| 2008 | Player 5150             | Lucy                                 |              |
| 2020 | The Reason              | Kaitlyn                              |              |

### Televisión
| Año       | Título                                      | Rol                          | Notas                                           |
| --------- | ------------------------------------------- | ---------------------------- | ----------------------------------------------- |
| 2003–2010 | Nip/Tuck                                    | Kimber Henry                 | 54 episodios                                    |
| 2004–2006 | Everwood                                    | Ada                          | 3 episodios                                     |
| 2004      | Starship Troopers 2: Hero of the Federation | Charlie Soda                 | Película de televisión                          |
| 2005      | Head Cases                                  | Patty Knight                 | Episodio: "Piloto"                              |
| 2006      | CSI: Crime Scene Investigation              | Sally                        | Episodio: "Bang-Bang"                           |
| 2006      | Break-In                                    | Marla                        | Película de televisión                          |
| 2007      | CSI: Miami                                  | Laurie Atherton              | Episodio: "Just Murdered"                       |
| 2009      | Degrassi Goes Hollywood                     | Ella misma                   | Película de televisión                          |
| 2009      | Monk                                        | Lola                         | Episodio: "El Sr. Monk es alguien más" (T8-Ep4) |
| 2009–2010 | Melrose Place                               | Wendi Mattison               | 4 episodios                                     |
| 2010      | Castle                                      | Ellie Monroe                 | Episodio: "The Late Shaft"                      |
| 2012      | The Finder                                  | Agente del FBI Gail McHottie | Episodio: "The Conversation"                    |
| 2013      | Jimmy                                       | Ellen Mitchell               | Película de televisión                          |